# Ernst Stiller

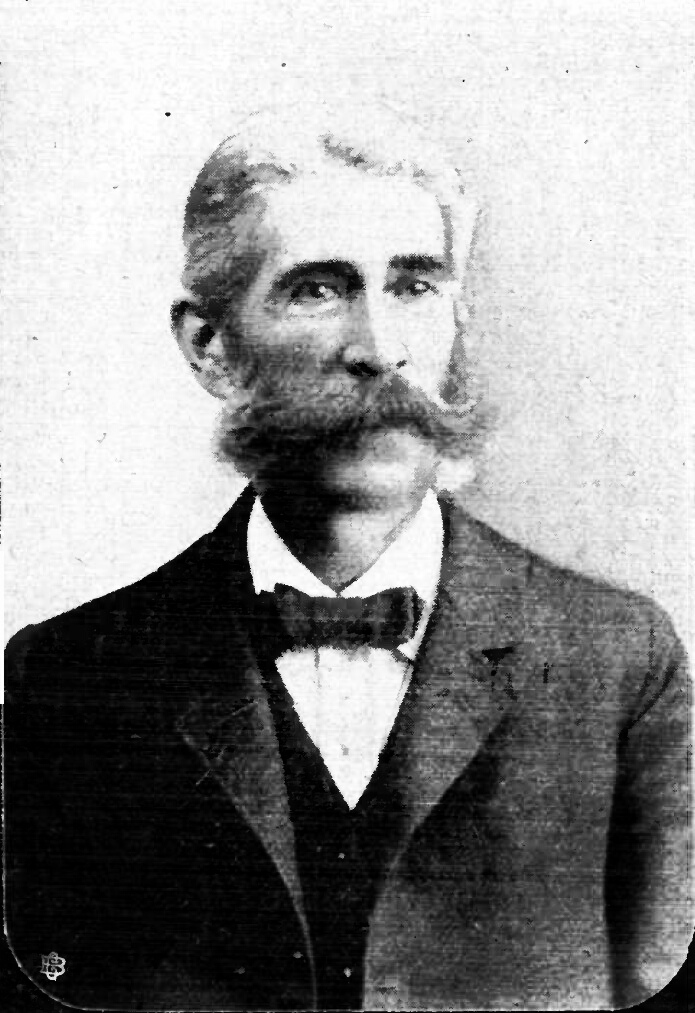
Ernst Stiller

Ernst Wilhelm August Stiller (* 10. September 1844 in Rostock; † 15. Januar 1907 in Lübeck; ermordet) war Kaufmann, stellvertretender Direktor einer Privatbank, Mitglied des Deutschen Reichstags und der Lübecker Bürgerschaft.

## Leben

### Herkunft
Ernst Stiller, ein Nachkomme Carl Christoph Stillers, wurde als Sohn eines geachteten Rostocker Kaufmanns geboren und war das älteste von mehreren Geschwistern.

### Laufbahn
Stiller besuchte die Große Stadtschule Rostock, wurde dem Kaufmannstand zugeführt und arbeitete bis 1865 in Rostock. Wie andere junge Kaufleute verbrachte er nach dem Ende seiner Ausbildung einen längeren Aufenthalt im Ausland. So war er in Le Havre (Frankreich) und London (England) tätig, um seinen Blick zu erweitern und fremde Verhältnisse kennen zu lernen. Von dort ging er nach Amoy an die chinesische Küste. Nach dem Ersten Opiumkrieg, der durch den Vertrag von Nanjing beendet wurde, entwickelte sich dieser zu einem für Großbritannien geöffneten Vertragshafen und wurde sein Hauptexporthafen für Tee.
Auf der Rückfahrt acht Jahre später nach Rostock kam er 1875 nach Lübeck. Als sich ihm hier die Möglichkeit bot, eine Getreidehandlung zu eröffnen, beschloss er, sich als Kaufmann niederzulassen und etablierte in der Beckergrube die Firma Ernst Stiller.
Als Direktor Wilhelm Spiegeler, der als leitender Direktor zusammen mit dem Mitdirektor Hermann Otte den verantwortlichen Vorstand der Commerz-Bank bildete, am 10. Mai 1893 plötzlich starb, wurde dem bisherigen zweiten Direktor interimistisch die Leitung der Bank im Wesentlichen allein übertragen. Der Aufsichtsrat wählte Stiller ab 1. Januar 1894 für den zum Geschäftsjahresende aus dem Vorstand abtretenden Krafft Tesdorpf als zweiten Direktor in den Vorstand der Bank. Das Handelsrecht, namentlich des Bankwesens, waren fortan seine stetige Lektüre.

### Kaufmannschaft zu Lübeck
Seit 1877 gehörte Stiller der Kaufmannschaft zu Lübeck an. Auf ihrer Versammlung am 23. Juni 1882 wählte sie an Stelle der ausscheidenden Mitglieder August Heinrich Peter Wohlert, Hermann Lange und Friedrich Heinrich Bertling Carl Alfred Brattström mit 43, Heinrich Gaedertz mit 52 und ihn mit 58 Stimmen in die ihren Vorstand bildende Handelskammer. In der Kammer wurde er an Stelle des dort ausscheidenden Georg Wilhelm Stange (Stange & Lüders) in den Ausschuss für Schifffahrtsangelegenheiten gewählt. Turnusmäßig schied er zum Juli 1887 aus. 1890 wurde er wieder in die Handelskammer gewählt. An Stelle des ausgeschiedenen Bertling erwählte ihn die Kammer im Juni 1892 zu ihrem zweiten stellvertretenden Präses. Wegen einer „Überhäufung mit Berufsgeschäften“ legte er jedoch am 29. Mai 1894 sein Amt nieder. Georg Eduard Tegtmeyer wurde als sein Nachfolger gewählt. In Hamburg fand am 14. November 1895 eine Besprechung zwischen Vertretern der hamburgischen, bremischen und lübeckischen Handelskammern über den Entwurf eines neuen Handelsgesetzbuches statt. Auf das Schreiben aus Hamburg vom 9. November hin entsandte die hiesige Handelskammer ihren Präses Lange sowie seinen Mitglieder Petit und Stiller zu der Besprechung. Für das am 26. Juni 1896 ordnungsgemäß aus der Handelskammer ausscheidende Mitglied wurden auf der Versammlung am 17. Juni Hans Carl Wilhelm Eschenburg, Eduard Friedrich Ewers und Rudolf Thiel vorgeschlagen. August Pape stellte am 16. Juli 1897 auf der Versammlung der Kaufmannschaft den Antrag auf Einsetzung einer Kommission zur Vorberatung einer Umgestaltung der Kaufmanns- sowie der Geschäftsordnung ein. Sie sollte aus je sechs Mitgliedern der Handelskammer und der Kaufmannschaft bestehen. Der Antrag wurde angenommen und John Suckau, Emil Possehl, Heinrich Thiel, Pape, Stiller und Friedrich Wilhelm Mangels als Kaufmannschaftsmitglieder in die Kommission gewählt.
Um die dortigen Hafeneinrichtungen in Bezug auf ihre Zweckmäßigkeit und Kosten für den Verkehr vor Ort in Augenschein zu nehmen, begaben sich der Vorsitzende der Senatskommission, Heinrich Mann, der Präses der Handelskammer, Hermann Lange, und Stiller als Vorsitzender des Vereins der Getreidehändler in die Hansestädte Hamburg und Bremen.
Am 7. November 1890 regte die Handelskammer bei anderen Handelsstädten die Berufung einer Delegierten-Konferenz der Seestädte an. Da die Berufung auf Schwierigkeiten stoßen werde, ordnete die Kammer ihre Mitglieder Fehling und Stiller nach Berlin ab. An maßgeblicher Stelle sollten sie die Nachteile, die aus den Differentialzöllen für Lübecks Handel und Verkehr erwüchsen, darlegen. Am 11. November 1890 wurden sie und die Delegierten aus Danzig, Stettin und Königsberg dort vom Minister Karl Heinrich von Boetticher empfangen.
In der Versammlung des Landwirtschaftlichen Vereins in der Hansestadt regte Stiller 1889 die dortige Errichtung einer amtlichen Versuchsstation für Feldsämereien an.
Die Handelskammer schlug für die neuen Bauten am Kai die Gründung einer gemeinsamen Kommission von Kaufmannschaft und Handelskammer vor. Sie sollte zu gleichen Teilen aus Mitgliedern der Kammer und der Kaufmannschaft besetzt sein. Auf der Versammlung der Kaufmannschaft am 23. Juni 1904 wurde der Vorschlag angenommen und unter anderen Mitgliedern Pape James Bertling jr., Carl Samuel Wilhelm Lüth, Konsul Suckau, Bankdirektor Stiller und Dimpker in die Kommission gewählt.
Stiller war Vorsitzender des Aufsichtsrates der Lübecker Konserven-Fabrik vorm. D. H. Carstens AG.
Als Ratgeber dieser Fabrik gehörte Stiller der Leitung der Koch’schen Schiffswerft an. Henry Koch, Gründer der Werft, setzte ihn und Peter Rehder als seine Testamentsvollstrecker und Vermögensverwalter ein. Nach dessen Tode wurde Stiller in den Aufsichtsrat der einst von dem Verstorbenen gegründeten und 1902 von der Argo Reederei erworbenen Hanseatischen Dampfschifffahrtsgesellschaft an Stelle dessen gewählt.

### Öffentliches Leben
In der Fremde hatte Stiller die Vorteile des Freihandels kennen und schätzen gelernt. Er hatte ein reges Interesse am Kommunalpolitischen Leben der Stadt und niemand bekämpfte schärfer und unerbittlicher die Anhänger des Schutzzolls. Eine glänzende Rhetorik half ihm hierbei, seine Mitbürger zu fesseln. Im Juli 1880 wählte man ihn in den Vorstand des Lübecker Fortschrittlichen Vereins.
Im Jahr darauf wurde Stiller unter Anderen von Seiten der Deutschen Fortschrittspartei als Kandidat für die Bürgerschaftswahl aufgestellt. Als am 28. Juni im II. Wahlbezirk (Marien-Magdalenen Quartier) gewählt wurde, hatten von 837 Wahlberechtigten 480 (57 %) gewählt. Er wurde mit 233 Stimmen davon in die Lübecker Bürgerschaft gewählt.
Der Senat wählte am 2. Dezember 1882 Joh. Christ. Reinboth (Couleur-Fabrik) und Stiller an Stelle der ausscheidenden Christ. Heinr. Wilh. Bohl (Gardereiter a. D.) und Reinboth als Bürgerliche Deputierte bei der Einquartierungs-Kommission der Stadt. Als Stiller 1888 ausschied, wurde Ad. Ernst Friedrich Böhl von Faber (Gutsbesitzer auf Neuhof) in das Amt gewählt.
Zur Beschaffung der Mittel für den Elbe-Trave-Kanal gehörte Stiller der 1892 eingesetzten Kommission an. Die Bürgerschaft beschloss 1893 eine Geheimkommission zur Beratung und Mitgenehmigung eines mit Preußen abzuschließenden Vertrages für die Herstellung eines Elbe-Trave-Kanals. Als eines von seinen 15 Mitgliedern war Stiller gewählt worden. Bei der Generalversammlung des Canal-Vereins am 23. Mai 1894 führte Stiller als erster Stellvertreter für den seinerzeit abwesenden Vorsitzenden Fehling den Vorsitz.
Bei der Ergänzungswahl im I. Wahlbezirk (Jakobi Quartier und der Vorstadt St. Gertrud) am 16. Juni 1893 hatten von 919 Wahlberechtigten 617 (68 %) gewählt. Mit nur einer Stimme wurde Stiller nicht erwählt.
Der Senat wählte am 17. Oktober 1896 Stiller an Stelle des verstorbenen Carl Hinrich Friedrich Buck zum Bürgerlichen Deputierten bei der Oberschulbehörde. Hier war er für die Abteilungen für das Lehrer- und Lehrerinnenseminar tätig. Am 22. Oktober 1902 wurde der Bürgerliche Deputierte in seiner Stelle bestätigt. Nach seinem Tode wurde Heinrich Friedrich Freytag an seine Stelle gewählt.
Als im IV. Wahlbezirk (Johannis Quartier und der Vorstadt St. Jürgen) am 28. Juni 1897 gewählt wurde, hatten von 1242 Wahlberechtigten 866 (70 %) gewählt. Stiller war vom Vaterstädtischen Verein aufgestellt worden und wurde mit 560 Stimmen davon in die Lübecker Bürgerschaft gewählt. Seine Tätigkeit in fast allen Kommissionen der regierenden Körperschaften galt als beispiellos. In ihm vereinigten sich die Kraft der Initiative mit der Fähigkeit, seine Ansichten überzeugend zu vertreten. Auf der Quartiersversammlung des Vaterstädtischen Vereins für das Johannis Quartier und die Vorstadt St. Jürgen am 5. Juni 1903 stellte man ihn wieder als Kandidat für die Bürgerschaftswahl auf und seine Wiederwahl verlief erfolgreich. Stiller wurde nun bis 1905 zum ersten Wortführer des Parlaments gewählt.
Ende 1897 wurden Wilhelm Christian Cuwie, Wilhelm Brehmer, Hermann Baethcke, Theodor Sartori und Stiller zu bürgerlichen Mitgliedern der gemeinsamen Kommission zur Ausschreibung des Kaiserdenkmals gewählt. Zu Ersatzmännern hierfür wurden Johannes Daniel Benda und Julius Vermehren bestimmt. Man sollte sich für ein wuchtiges Uechtritzsches Kaiser-Wilhelm-Denkmal entscheiden. Erst Eduard Kulenkamp, Vorsitzender des Vereins von Kunstfreunden, gelang es, die Stadt hiervon zu „befreien“. Als Anerkennung wurde Kulenkamp deshalb zuteil, dass er in die neue Kommission zur Bauordnung für ein Kaiserdenkmal berufen wurde.
Im Juli 1898 wurde Stiller an Stelle eines verfassungsgemäß aus diesem ausscheidenden Mitgliedes für zwei Jahre in den Bürgerausschuss gewählt. Das Gleiche geschah 1902. 1906 war Stiller der Wortführer des Ausschusses.
Als Bürgerschaftsmitglied wurde Stiller 1901 und 1902 in den sogenannten Finanzkommissionen zugewählt.

### Reichstag
Von seinen Freunden dazu aufgefordert, nahm Stiller während seiner ersten Legislaturperiode die Kandidatur eines Abgeordneten der Fortschrittspartei für die Reichstagswahl 1884 an. Mit den Stimmen der Sozialdemokraten, die die dortige Opposition gegen Otto von Bismarck waren, gewann Stiller die Stichwahl im Reichstagswahlkreis Hansestadt Lübeck am 11. November 1884 mit 5647 gegen Hermann Wilhelm Fehling von der Freikonservativen Partei mit 5437 Stimmen bei einer Wahlbeteiligung von 78 % bei 13876 Wahlberechtigten und wurde als freisinniger Vertreter in den Reichstag gewählt.
In seiner dortigen Fraktion galt er auf dem Gebiete der Handelspolitik als einer der tüchtigsten und erfahrensten Männer, die der Freistaat im Reichstag besaß. Seine wirtschaftspolitischen Kenntnisse und seine hervorragenden Beredsamkeit untermauerten den Ruf des Mandatsträgers. Anfang Dezember 1884 sprach er sich im Reichstag bei der Beratung über die Dampfersubventionsvorlage gegen diese Vorlage aus. Auf Antrag des lübeckischen Reichstagsabgeordneten und Mitglieds der Holzzollkommission schlug diese am 9. März 1885 einen Zollnachlass von 50 % für gesägte Furniere und von 15 % für Holzwaren vor.
Als er sich 1887 nicht mehr aufstellen ließ, trat Fehling, inzwischen als Mitglied der Nationalliberale Partei, dort an dessen Stelle. Vorerst sollte Stiller nur noch bei der Agitation für die Wahl von Reichstagsabgeordneten mitwirken.
Von seinen Abgeordnetenpflichten entbunden, entsagte er mehr und mehr dem politischen Leben und wendete sich rein städtischen Angelegenheiten zu. Sein öffentliches Leben galt nun in ausgesprochenem Maße der Lübecker Kommunalpolitik und der Entwicklung der hiesigen Industrie und des Handels.

### Handelsrichter
Größere Verdienste noch als auf dem politischen Gebiete erwarb sich Stiller als Handelsrichter und Gutachter in wichtigen Handelsfragen. Für die dortigen Sitzungen und die im Schiedsgericht bereitete er sich stets gründlich vor. Auf Grund des die Ausführung des Gerichtsverfassungsgesetzes betreffenden § 29 der Verordnung vom 3. Februar 1879 ernannte der Senat Hermann Deecke (Deecke und Boldemann), Wilhelm Heinrich Heyke (Teilhaber von P. F. Lange & Knuth), Petit, Paul Ernst Reimpell (Fa. P. E. Reimpell), Stiller und Tegtmeyer (Tegtmeyer & Co.) zu Handelsrichtern bei der Kammer für Handelssachen am Lübeckischen Landgericht für die Geschäftsjahre 1889, 1890 und 1891. Im November 1891 verlängerte der Senat die Ernennung aller, nur Deecke wurde durch Pape ersetzt, um weitere drei Jahre.

### Gesellschaft zur Beförderung gemeinnütziger Tätigkeit
Stiller wurde am 22. März 1892 als ordentliches Mitglied der Gesellschaft zur Beförderung gemeinnütziger Tätigkeit aufgenommen. Sie erwählte ihn im November 1896 zu einem Vorsteher der Gesellschaft. Auf der Versammlung am 13. November 1900 wurde in den Redaktionsausschuss der Lübeckischen Blätter, Mitteilungsblatt der Gesellschaft und zugleich Zeitschrift für Lübeck, neben Baudirektor Gustav Schaumann auch Bankdirektor Stiller gewählt. Die Neugewählten nahmen erstmals am 20. November an diesem teil. An Stelle des ausscheidenden Hermann Linde als Vorsteher der Frauengewerbeschule wählte man am 19. November 1901 Stiller. Auf der Versammlung am 15. Mai 1906 wurde er zu deren Vertreter der Gesellschaft im Vorstand des kaufmännischen Lehrlingsheimes gewählt.
Am 1. Oktober 1899 wurde in der Mengstraße 10 eine Lesehalle vom Verein „Öffentliche Lesehalle in Lübeck“ eröffnet. Auf seiner Mitgliederversammlung am 23. Oktober 1899 wurde der Verein satzungsgemäß durch mehrere Mitglieder, eines davon war Stiller, erweitert.

### Ermordung
Einst arbeitete die am 27. Januar 1868 in Salzwedel geborene Betty Frederike Schulz als Krankenpflegerin bei Frau Direktor Stiller. Als Stiller das Arbeitsverhältnis beendete, glaubte sie fälschlich, zu Unrecht entlassen worden zu sein und noch Forderungen an ihn zu haben. Sie verfolgte ihn von da an. Dies gipfelte darin, dass sie ihn in der Börse belästigte. Wenige Stunden später wandte sie sich schriftlich an den Senator Eduard Rabe, um ihr Verhalten zu entschuldigen. Sie führte aus, dass sie nicht wisse, wie sie dazu gekommen sei, einen Mann wie den Direktor in solcher Weise zu belästigen. Schließlich habe er ihr so viele Wohltaten erwiesen, ihr alle Wege geebnet und sie in jeder Weise zu fördern versucht. Das Schreiben wurde Stiller zum Teil zur Kenntnis gebracht.
Stiller nahm die Hilfe der Polizei in Anspruch, um ihn zukünftig in der Öffentlichkeit vor Belästigungen dieser Art zu schützen. Zeitgleich leitete er ein Strafverfahren wegen Bedrohung und Beleidigung gegen sie ein. Als sie unter Beobachtung gestellt wurde, verlegte sie ihren Aufenthalt nach Dresden.
Als Frau Schulz nicht zum Strafverfahrenstermin erschien, wurde eine Zwangsweise Vorführung angeordnet und ein Steckbrief zu diesem Zweck erlassen. Als sie, die zu diesem Zeitpunkt schon psychisch krank war, von den Anordnungen erfuhr, fasste sie einen Entschluss. Wann sie nach Lübeck zurückkam, wo sie sich dort aufhielt und bei wem sie ihren Revolver erwarb, konnte nicht in Erfahrung gebracht werden.

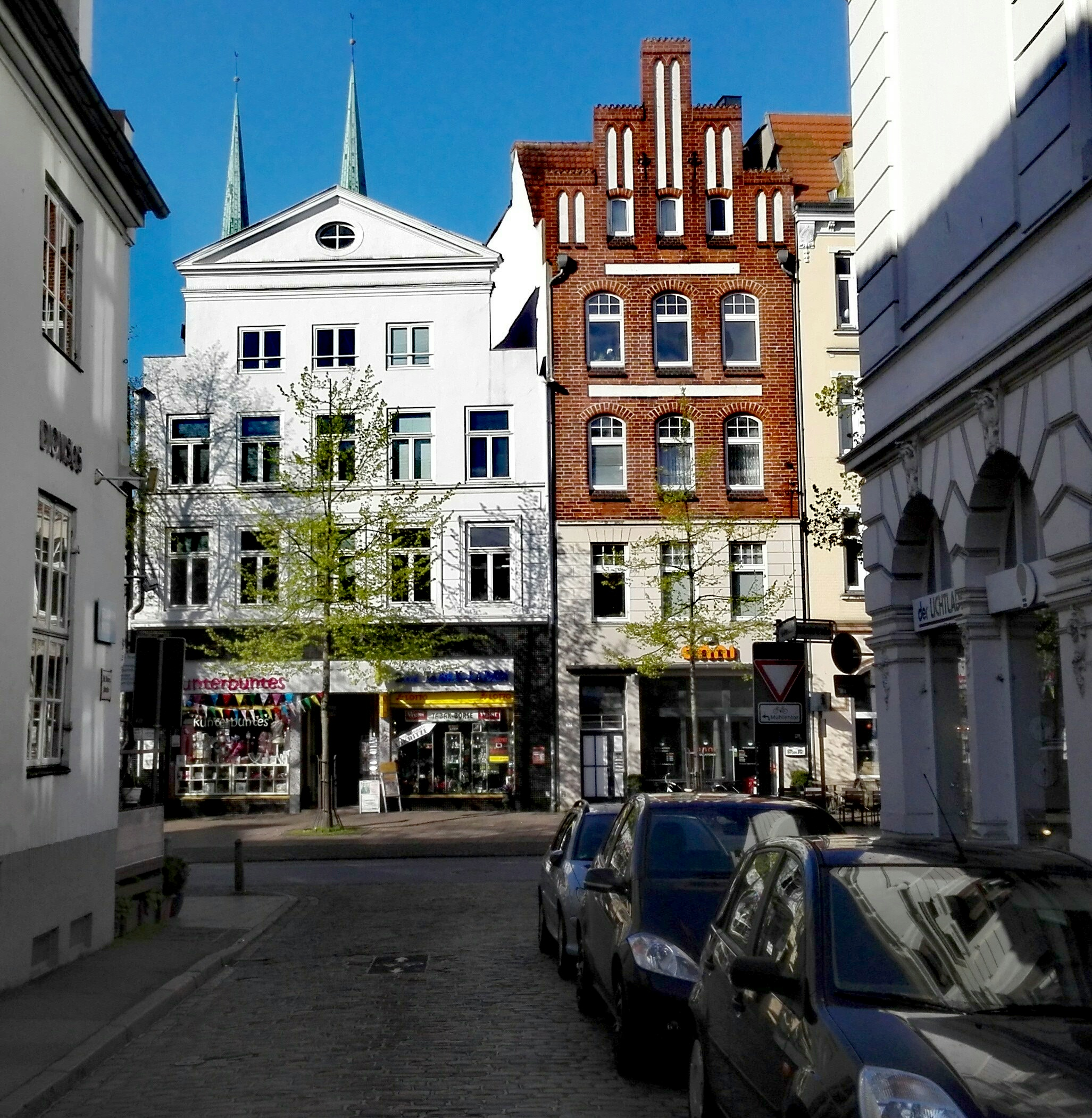
Aus der St.-Annen-Straße gesehen

Als sich der Direktor zur gewohnten Zeit von seiner Wohnung in der Friedrich Wilhelmstraße Nr. 18 zur Bank begab, traf er auf halbem Wege Senator Rabe. Mit ihm setzte Stiller an der Häuserreihe des linksseitigen Bürgersteigs seinen Weg durch die Mühlenstraße fort. Beim Passieren der einmündenden St.-Annen-Straße trat Frau Schulz aus dieser und schoss zweimal auf ihn. Die zweite Kugel drang, wie der ihn untersuchende Dr. Hartmann feststellte, durch sein rechtes Auge in den Kopf. Als der Senator, der auf der Bordsteinseite neben dem Direktor ging, sie mit seinem Schirm einige Schritte zurückgrängte, hielt sie sich die Waffe gegen ihre rechte Schläfe und schoss ein drittes Mal.
Sie verstarb etwa eine Viertelstunde später. Ihr Leichnam wurde in den Marstall gebracht.

### Beisetzung
Am Vormittag des 19. Januar 1907 fanden in der Kapelle auf dem Allgemeinen Gottesacker die Trauerfeierlichkeiten für den Ermordeten statt. Seine auswärts weilende Frau, Schwester und Neffen waren hierzu angereist.
Der Senat wurde durch Johann Georg Eschenburg, dem ständigen Kommissar für die Verhandlungen mit der Bürgerschaft, und Johann Paul Leberecht Strack, dem jüngsten Mitglied des Senats, und zahlreiche andere Senatsmitglieder vertreten. Von der Bürgerschaft erschien das gesamte Präsidium (Heinrich Görtz, Max Jenne und Max Buchwald) sowie dessen protokollführenden Rechtsanwalt Emanuel Fehling. Der Bürgerausschuss war durch die beiden stellvertretenden Wortführer Franz Heinr. Paul Ziehl und Cuwie mit Protokollführer Friedrich Bruns vertreten. Zahlreiche Mitglieder beider Körperschaften waren ebenfalls zugegen.
Direktor Otte von der Commerz-Bank war dort und von dessen Aufsichtsrat waren deren Vorsitzender Gotth. Joach. Georg Schwartzkopf und die Senatoren Johann Heinrich Evers und Eduard Friedrich Ewers sowie Richard Piehl als dessen Mitglieder abgeordnet gewesen.
Vom dritten Stand erwiesen ihm Generalmajor Wigand von Gersdorff, Befehlshaber des Kommandos der 81. Infanterie-Brigade in Lübeck, sowie das Offizierskorps des heimischen Regiments durch ihre Teilnahme die letzte Ehre.
Alle Direktoren der hiesigen Bankinstitute, die Leitungen oder Inhaber vertraten die Koch’sche Werft, die Konservenfabrik und das Hochofenwerk. Auch die Lehrkörper der Schulen waren vertreten.
Senior Leopold Friedrich Ranke leitete seine Trauerandacht mit der Erwähnung der Tat ein, bevor er auf die Vorzüge des Wirkens des Entschlafenen, die der Allgemeinheit dienten, einging. Die Kapelle war überfüllt und als der Sarg sie verließ, säumten unzählige, die sich ihm anschlossen, den Weg zu seinem Grab am großen Mittelrondell des Kirchhofs. Am Grab beeindruckte seine Gattin die Anwesenden mit einem einer spontanen Eingebung folgenden Kniefall zu einem stillen Gebet, begleitet von den Hammerschlägen der nahegelegenen Koch’schen Werft.
Zwei Stunden später wurde Betty Schulz, die bis dahin im Marstall aufgebahrt gewesen war, begraben. Das Begräbnis folgte von der Leichenkammer des Marstalls aus. Bei der Überführung warteten Schaulustige beim Ausgang am Burgtor. Neben der amtlichen Leichenbegleitung war nur ihr früherer Rechtsbeistand, Leopold Jacobsohn, und ein Mitarbeiter der „Lübeckischen Anzeigen“ als Gast dabei, als sie auf dem nördlichsten Teil des Gottesackers beerdigt wurde.

## Verweise